# Willard, Missouri
Willard är en ort i Greene County i Missouri. Vid 2010 års folkräkning hade Willard 5 288 invånare.